# Vicenç Fontestad
Vicenç Fontestad, conegut com en Sente, (Ciutadella de Menorca, Menorca, 1957 - 2023) va ser un músic i bateria de la històrica formació menorquina Ja t'ho diré.
Fontestad era el membre més veterà de Ja t'ho diré i el que més experiència musical i extramusical tenia quan la banda va començar. Entre altres ocupacions, havia fet teatre, ràdio, i també havia estat auxiliar de farmàcia.
El músic també va ser bateria de l'Orquestra Sifasol i de l'Orquestra Aquarel·la de Girona, així com dels grups 'Nura' i 'Bundrell Glek'. Fontestad també fou regidor del grup socialista de l'Ajuntament de Ciutadella entre els anys 2007 i 2011. Des del 2009, amb Pilar Carbonero com a batlessa, exercí de regidor de Cultura, Turisme, Fires i Mercats. Fontestad, però, mai va deixar el món musical i en els darrers anys s'havia dedicat a la tasca de mànager musical. Així, coincidint amb l'últim disc dels Ja t'ho diré, Soñando silencio (2001), Sente va començar a alternar la seva faceta de músic amb les tasques de promoció de 'Música Global', la discogràfica amb la que el quintet havia estat lligat durant bona part de la seva trajectòria. I a partir de 2013 fundant la seva pròpia discogràfica, 'Imés Management'. Entre els grups dels quals era promotor, destaca el català Obeses, amb Arnau Tordera i Prat al capdavant. I també 'The Hanfris Quartet' o el cantautor menorquí Leonmanso, entre d'altres.
Amb la banda menorquina va gravar un total de cinc treballs d'estudi, entre els quals Moviments salvatges (1995), i també un disc compartit, dues maquetes i un doble àlbum en directe. Entre les seves influències, en 'Sente' sempre va destacar tota la música dels anys setanta, a més del jazz i el blues.
El novembre de 2023 va morir després de patir una llarga malaltia.